# みなを
みなをは、日本の2人組シンガーソングライターユニット。福岡県出身。

## メンバー
- 山口みなこ - 作詞・ボーカルほか
  - 本名、山口美奈子（やまぐち みなこ）。北九州大学卒業。
- まつうらみつを - 作曲ほか
  - 本名、松浦光雄（まつうら みつを）。北九州大学卒業。

## 略歴
- 1999年 - 結成。
- 2001年 - シングル「眠り」にてインディーズデビュー。
- 2003年 - テレビアニメ『D・N・ANGEL』のEDテーマ「やさしい午後」と「はじまりの日」の2曲を担当し、ビクターエンタテインメントよりメジャーデビューを果たした。偶然、監督の羽原信義がCDショップでみなをの曲を聴き、ED主題歌のアーティストに抜擢したとのこと[1]。特に「はじまりの日」は、FMラジオ NACK 5の番組『JAPANESE DREAM』にて、7月度発売シングル視聴者人気投票によりグランプリを獲得し、注目を集めた。
- 2004年 - 3枚目のシングル、テレビアニメ『忘却の旋律』のEDテーマ「てのひらの光」発売。
- 2011年 - テレビアニメ『異国迷路のクロワーゼ』のEDテーマとWEBラジオテーマ曲の作詞・作曲をminawo名義で担当。

## ディスコグラフィー

### シングル
- 「眠り」（2001年）
- 「やさしい午後」（2003年）
- 「はじまりの日」（2003年）
- 「てのひらの光」（2004年）

### アルバム
- 「mon・mon」（2002年）
- 「あしあと」（2004年）

### ミニアルバム
- 「プラスチックワールド」（2001年）
- 「あくび工房」（2007年）

### オムニバス
- 「GROOVE ROCK vol.1」（2002年）
  - 7. mon・mon
- 「VALB NEXT」（2004年）
  - 12. 秋月

### サウンドトラック
- 『忘却の旋律』（2004年）